# 쓰가루 노부타케
쓰가루 노부타케(일본어: 津軽信建, 1574년 6월 28일 ~ 1607년 12월 2일)는 아즈치모모야마 시대부터 에도 시대 전기까지의 무장이다. 히로사키번 초대 번주 쓰가루 다메노부의 장남이다.

## 세키가하라 전투
성인이 되었을 때의 후견인은 이시다 미쓰나리(石田三成)였다. 아버지의 명에 따라 도요토미 히데요리(豊臣秀頼)의 고쇼(小姓)로 오사카성에서 일하였는데, 세키가하라 전투에서 이시다 미쓰나리의 서군이 패배하자, 미쓰나리의 둘째 아들 시게나리(重成)를 데리고 쓰가루로 돌아왔다. 아버지 다메노부는 동군 소속으로 오가키성 포위전 등에도 참여하였으나, 자기 아들의 후견인이자 히로사키 번의 영지 획득에 힘을 써준 미쓰나리의 은혜를 갚고자 시게나리를 적극 보호하였다. 다메노부의 위와 같은 엇갈리는 행동은 동군과 서군 각각에 양다리를 걸쳐 살아남기 위한 책략이 아니냐는 주장도 있다.

## 후계자
세키가하라 전투 이후 노부타케는 가문의 후계자로서의 행보를 보인다. 도쿠가와 이에야스를 알현하고, 천황으로부터 관위를 받았으며, 아버지를 대신해 번의 통치에 참여하기도 하였다. 특히 노부타케는 교토에 남아 조정의 귀족들과 활발한 교류를 하면서 쓰가루씨의 외교책 역할을 하고 있었다. 또 그에게는 쓰가루 다케히로(津軽建広), 쓰가루 다케토모(津軽建友) 등의 측근 신하 집단이 존재하여 그를 위해 동분서주하였다. 아버지의 명에 따라 동생인 노부히라(信枚)와 마찬가지로 크리스트 교도가 되었다.

## 덴도 사건
1600년, 맏아들 구마치요(熊千代)가 태어났다. 구마치요는 아버지 다메노부가 데리고 있었는데, 1602년, 다메노부가 잘못하여 구마치요의 얼굴에 상처를 낸 일로 노부타케는 아이를 돌려달라고 하며 아버지와 대립하였다. 이때 사자로 갔던 가신 덴도(天童) 씨가 실책을 저질렀다고 하여 그 일족이 처형당하였고, 이에 덴도 가문이 분노하여 노부타케에 반항하면서 호리고에 성 안으로 난입하였다. 노부타케가 목숨만 겨우 건져 도망치기도 하였으나 종국에는 덴도 가문이 토벌당하였다. 이를 덴도 사건이라고 하는데, 이를 계기로 히로사키성으로의 본거지 이전이 긴급히 진행되었다.

## 사망과 쓰가루 소동
1607년, 교토에 있던 중 병이 나서, 같은 시기 역시 병을 앓고 있던 아버지 다메노부가 노부히라를 대동하고 교토까지 병문안을 왔으나, 결국 10월 13일, 34세의 나이로 사망하였다. 아버지도 두 달 뒤에 사망하였다. 이처럼 노부타케는 아버지보다 일찍, 젊은 나이에 죽었기 때문에 정식으로 가독 계승을 인정받거나 하지는 못하였다. 그 결과 번주 자리를 이은 동생 노부히라를 지지하는 세력과 노부타케의 아들 구마치요를 옹립한 쓰가루 다케히로 등의 노부타케 가신단 세력이 대립하는 '쓰가루 소동'이 일어났다. 쓰가루 다케히로는 막부에 구마치요의 계승 정당성을 주장하며 소송을 냈지만, 결국 1609년, 막부에서 노부히라의 적통을 인정함으로써 소동은 끝이 났다.